# Ангелос Толкас
Ангелос Толкас (на гръцки: Άγγελος Τόλκας) е гръцки политик и депутат от Иматия.

## Биография
Роден е на 6 август 1978 година в Негуш (Науса), Гърция. Завършва Юридическия факултет на Солунския университет „Аристотел“ и следдипломна квалификация в Тракийския университет в Гюмюрджина (Комотини). Избран е за член на Националния съвет на младежката организация на ПАСОК в 2004 година. На изборите през октомври 2009 година е избран за депутат от Иматия. На 3 август 2011 година полага клетва като държавен секретар.